# 廖辅叔
廖辅叔（1907年—2002年），原名尚棐，笔名居甫、伊微、伊令眉、令眉、辅、黎棐、缪公佐等，男，广东惠州人，中国音乐史学家、音乐教育家、翻译家，曾任中国音乐家协会理事。

## 家庭
父亲廖计百。兄廖尚果。